# پیوتر لنار
پیوتر لِـنار (لهستانی: Piotr Lenar؛ زادهٔ ۱۳ مارس ۱۹۵۸) فیلم‌بردار اهل لهستان است. وی دانش‌آموختهٔ مدرسه ملی فیلم ووچ و عضو آکادمی فیلم اروپا و مدتی با یان یاکوب کلسکی همکاری نمود.
از فیلم‌ها یا مجموعه‌های تلویزیونی که وی در آن‌ها نقش داشته‌است، می‌توان به پیت‌بول، کارآگاهان جنایی و صحنه جرم اشاره نمود.